# Condado de Ford (Illinois)
El condado de Ford (en inglés: Ford County), fundado en 1859, es uno de 102 condados del estado estadounidense de Illinois. En el año 2000, el condado tenía una población de 14 241 habitantes y una densidad poblacional de 11 personas por km². La sede del condado es Paxton. El condado recibe su nombre en honor a Thomas Ford. 

## Geografía
Según la Oficina del Censo, el condado tiene un área total de 1260 km² (486,5 mi²), de la cual 1258 km² (485,7 mi²) es tierra y 2 km² (0,772200772201 mi²) (0.11%) es agua.

### Condados adyacentes
- Condado de Kankakee (noreste)
- Condado de Iroquois (este)
- Condado de Vermilion (sureste)
- Condado de Champaign (sur)
- Condado de McLean (suroeste)
- Condado de Livingston (oeste)

## Demografía
Según la Oficina del Censo en 2000, los ingresos medios por hogar en el condado eran de $38 073, y los ingresos medios por familia eran $44 947. Los hombres tenían unos ingresos medios de $32 085 frente a los $22 320 para las mujeres. La renta per cápita para el condado era de $18 860. Alrededor del 5.90% de la población estaban por debajo del umbral de pobreza.

## Transporte

### Autopistas principales
- Interestatal 57
- US Route 24
- US Route 45
- Ruta de Illinois 9
- Ruta de Illinois 47
- Ruta de Illinois 54
- Ruta de Illinois 115
- Ruta de Illinois 116

## Municipalidades

### Ciudades
- Gibson City
- Paxton (sede)

### Villas
- Cabery (mitad sur)
- Elliott
- Kempton
- Melvin
- Piper City
- Roberts
- Sibley

### Áreas no incorporadas
- Stelle

## Municipios
El condado de Ford está dividido en 12 municipios:
| - Brenton - Button - Dix - Drummer - Lyman - Mona | - Patton - Peach Orchard - Pella - Rogers - Sullivant - Wall |